# Nysätra församling, Luleå stift
Nysätra församling var en församling i Luleå stift och i Robertsfors kommun. Församlingen uppgick 2002 i Bygdeå församling.

## Administrativ historik
Församlingen bildades 1624 genom en utbrytning ur Bygdeå församling som kapellag.
Församlingen var till 1821 annexförsamling i pastoratet Bygdeå och Nysätra som från 1799 även omfattade Robertsfors församling. Från 1821 eget pastorat. Församlingen uppgick 2002 i Bygdeå församling.

## Komministrar
| Ämbetstid | Namn                 | Levnadstid | Övrigt                                     |
| --------- | -------------------- | ---------- | ------------------------------------------ |
| 1638–1657 | Christian Ol. Turdin | 1610–      |                                            |
| 1659–1681 | Petrus Burgerus      |            |                                            |
| 1681–1686 | Jacob L. Burman      |            | Senare kyrkoherde i Bygdeå församling.     |
| 1686–1687 | Petrus Jac. Holst    | 1655–1687  |                                            |
| 1688–1692 | Carl Er. Wänman      |            | Senare kyrkoherde i Nederkalix församling. |
| 1692–1703 | Nils Jonae Spolander | 1649–1703  |                                            |
| 1703–1715 | Jonas Wall           | 1674–1715  |                                            |
| 1716–1727 | Daniel Randklef      | 1679–1726  |                                            |
| 1728–1731 | Lars Dan. Offerdalin | 1686–1731  |                                            |
| 1732–1748 | Nils Widmark         | 1693–1748  |                                            |
| 1750–1788 | Mårten Häggmark      | 1704–1788  |                                            |
| 1791–1818 | Erik Widmark         | 1738–1818  |                                            |

## Kyrkor
- Nysätra kyrka